# 미얀마 시위 (2021년~현재)
미얀마 시위(버마어: ၂၀၂၁-၂၀၂၂ မြန်မာနိုင်ငံ ဆန္ဒပြမှုများ)는 2021년 2월 1일에 미얀마에서 발생한 쿠데타에 대한 항의 시위이다.
4월 8일, 현재 사망자는 759명을 기록했다. 또한 미얀마 인권단체는 미얀마군이 연행한 사람들의 수를 최소 2750명으로 집계했다.
각 나라의 정상들도 미얀마군 쿠데타가 일어난것을 안타깝게 생각하고 있으며 현재 미얀마 시위대가 각국에 지원을 요청했고,
유엔에도 유엔 평화유지군을 보내줄것을 부탁하였고, 많은 나라들이 미얀마군을 비판했다.

## 경과
2월 3일 미얀마 연방공화국 경찰은 미얀마 연방공화국 전 국가고문 겸 민족민주연맹 대표 아웅산수찌를 수출입법 위반 혐의로 기소했다. 경찰의 조서에 따르면 불법으로 수입한 경호원용 워키토키를 쿠데타 당일 네피도 연방시의 미얀마 연방공화국 전 국가고문 겸 민족민주연맹 총재 아웅산수찌 자택에서 발견했다. 미얀마 경찰은 또한 미얀마 연방공화국 전 대통령 윈 민을 미얀마에서 코로나19가 유행하던 2020년 9월에 네피도 연방시 대통령궁 바깥에서 국민민주연맹의 차량 행렬에 손을 흔들어 재난관리법을 위반한 혐의로 기소했다.
2월 9일, 네피도에서 반쿠데타 시위에 참가한 여성이 미얀마 연방공화국 경찰의 실탄 사격을 받고 뇌사 상태에 빠졌다. 13일에는 피해자 가족이 피해자에게서 산소호흡기를 제거하는데 동의하며 첫 사망자가 나왔다. 그 후 계속해서 경찰의 무력 진압으로 인해 많은 사망자가 발생했다.
4월 2일 미얀마 연방공화국 국군과 미얀마 경찰대에 피격 된 신한은행 양곤지점 직원이 수술을 받았지만 끝내 깨어나지 못하고 사망한 사건이 일어났다.
4월 10일, 이날 하루만 미얀마 연방공화국 국군은 중화기까지 동원하여 최소 82명의 사람을 살해했다.
이에 미얀마 연방공화국에 거주하던 대한민국 교민 411명이 귀국했다.
2022년 2월 1일에 미얀마 쿠데타 1주기를 맞아 여성 민주화운동가 판셀로 작가의 한국어 번역 작품인 "봄의 혁명"이 한국에서 출간되었다. 이 책에서는 미얀마의 민주주의를 향한 노력과 그녀의 탈출기, 군부에 대한 미얀마 국민의 저항을 이야기한다.

## 유엔
2021년 3월 10일, 유엔 안전보장이사회 회의가 열렸다. 유엔 안전보장이사회는 미얀마 군부가 평화적 시위대를 향해 폭력을 행사한 것을 규탄하는 성명서에 만장일치로 채택했다.
3월 31일, 유엔은 긴급 유엔 안전 보장 이사회 개최를 통해 미얀마 사태의 탈출구를 재차 모색키로 했다. 크리스틴 슈래너 버기너 유엔 미얀마 연방공화국 특사의 브리핑으로 시작되었다.
4월 1일, 크리스틴 슈래너 버기너 유엔 미얀마 연방공화국 특사는 유엔 안전 보장 이사회 비공개 화상회의에서 2021년 미얀마 연방공화국 내전 가능성이 커졌으며, 대학살을 목전에 두고 있다고 강하게 경고했다.
4월 8일, 미얀마 정부는 크리스틴 슈래너 버기너 유엔 미얀마 연방공화국 특사의 입국을 거부했다. 크리스틴 슈래너 버기너 유엔 미얀마 연방공화국 특사는 스위스 연방 외교관으로서, 2009년부터 2015년까지 타이 왕국 주재 스위스 연방 대사, 2015년부터 2018년까지 독일연방공화국 주재 스위스 연방 대사를 지냈고, 2018년부터 유엔 미얀마 연방공화국 특사로 활동중이다.
4월 9일, 안토니우 구테흐스 유엔 사무총장이 여전히 크리스틴 슈래너 버기너 유엔 미얀마 연방공화국 특사의 미얀마 연방공화국 입국을 희망하고 있다고 말했다.

## 내전
민주화 진영에서 연방의회 대표위원회(CRPH)라는 임시정부를 만들었다. 2021년 2월 4일 민족민주연맹(NLD) 소속 약 70명의 선출된 국회의원이 미얀마 수도 네피도에서 취임 선서를 하고 국가위원회를 준수하고 5년 임기로 의원을 맡는 것을 기약했다. 미얀마 연방공화국 국가고문 아웅산수찌가 민족민주연맹(NLD)의 총재이다. 2021년 2월 1일, 미얀마 연방공화국 국군은 2020년 11월 총선 결과를 불복하고, 아웅산 수치 미얀마 연방공화국 국가고문 겸 총재를 비롯한 민족민주연맹 인사들을 구속했다.
민족민주연맹의 망명정부 격인 연방의회 대표위원회(CRPH)는 소수민족 무장단체들과 군부에 맞설 연방군을 창설하겠다고 선언했다. 4월 16일 미얀마 국민통합정부를 선포했고, 5월에는 인민방위군이 조직되었다고 선언했다. 현재 전투들은 미얀마 연방공화국 국민통합정부를 지지하는 소수민족 무장단체와 미얀마 연방공화국 국군 따마도간에 벌어지고 있다.

## 같이 보기
- 미얀마 내전 (2021년~현재)
- 2020–2021년 태국 시위